# Hurst Castle
Hurst Castle er et artillerifort, der blev opført af kong Henrik 8. på Hurst Spit i Hampshire, England mellem 1541 og 1544. Den var en del af kongens Device Forts, der skulle beskytte Englands kyst mod invasion fra Frankrig og Det tysk-romerske Rige, og den beskyttede den vestlige adgang til vandområdet kaldet Solent. Den tidlige borg havde et centralt keep op tre bastioner, og i 1547 var den udstyret med 26 kanoner. Det var en dyr fæstning at drive grundet sin størrelse, men det var en af de stærkeste fæstninger. Under den engelske borgerkrig i 1640'erne havde rundhovederne kontrol over Hurst, og den blev kortvarigt brugt til at holde kong Charles 1. fanget inden han blev henrettet i 1649. Det var i brug op i 1700-tallet, men fik lov at forfalde.
Der blev udført reparationer under de franske revolutionskrige og napoleonskrigene med Frankrig, og fæstningen blev moderniseret for at gøre plads til større kanoner.
Under Første verdenskrig blev den brugt til at beskytte indsejlingen til Solent, og under anden verdenskrig blev den igen udstyret med kanoner til at beskytte landet. I 1956 tog militæret den ud af drift.
I dag drives stedet af English Heritage og Friends of Hurst Castle som en turistattraktion. I 2015 havde den omkring 40.000 besøgende.
Erosion er blevet et stigende problem, og i januar 2021 rapporterede lokale medier, at Hurst Castle havde brug for reparationer hurtigst muligt, og muren på den østlige vinge var delvist kollapset 26. februar 2021.
World Monuments Fund inkluderede den på deres liste World Monuments Watch over bygninger med risiko for forfald i 2022.